# لا تطفئ الشمس (مسلسل)
لا تطفئ الشمس مسلسل تلفزيوني مصري عُرض في شهر رمضان سنة 2017، من إخراج محمد شاكر خضير، ومن تأليف تامر حبيب عن رواية لإحسان عبد القدوس، ومن بطولة ميرفت أمين، محمد ممدوح، ريهام عبد الغفور، أمينة خليل، أحمد مالك وغيرهم. وغنّت شارة المسلسل للمغنية السورية أصالة نصري.

## القصة
تنتقل عائلة مكونة من أم أرملة، ابنيّن، وثلاث بنات إلى منزل جديد بعد وفاة الأب بمدة لم تتجاوز العام.. الأم هي (إقبال)؛ سيدة تُبدي اهتمامها بالجميع وتحاول الحفاظ على روابط أسرتها بكل ما أوتيَت من قوة، (أحمد) هو الابن الأكبر؛ طيب القلب ودمث الأخلاق، لكنه شخصية مترددة سلبية في كثير من المواقف. الابن الأصغر (آدم)؛ طالب بكلية هندسة وسائق لحساب شركة (أوبر)، كما أنه شاب اجتماعي يُجيد التعامل في شتى المواقف. الابنة الكبرى هي (د. أفنان)؛ متشددة الطباع لدرجة تضفي عليها بعضَا من الرجولة في عيون الآخرين. أما الوسطى فهي (إنجي)؛ جميلة، وَدودة، اجتماعية وصاحبة كاريزما، تمتلك قدرًا من الذكاء والحنو يجعلاها مُقربة من الجميع. ثم الابنة الصُغرى (آية)؛ شغوفة بالموسيقى، مُحبة للحياة، ومُغرمة بأستاذها (هشام).. يستعرض لنا المسلسل العلاقات بينهم وخارج محيطهم، القصص التي يمر بها كلُ منهم، والمواقف التي يواجهونها سويًا.

## بطولة
| - ميرفت أمين: إقبال/ بُلبُلة - محمد ممدوح: أحمد - ريهام عبد الغفور: أفنان/ فيفي - أمينة خليل: إنجي - أحمد مالك: آدم - جميلة عوض: آية - عارفة عبد الرسول: بسيمة - مي الغيطي: حبيبة زوجة آدم - نيرة عارف - محمود الليثي: د. سعد خطيب أفنان | - أحمد مجدي: يوسف زوج إنجي - مريم الخشت: شهيرة حبيبة أحمد - جهاد سعد: عبد السلام زوج إقبال - فتحي عبد الوهاب: د. هشام شرف - شيرين رضا: رشا الراسمة - محمد الشرنوبي: شادي صديق أية - عمرو صالح: نادر زوج أية - زكي فطين عبد الوهاب: سامي أخو إقبال - باسم مغنية: نديم سيف | - خالد كمال: أسطى عدوي أخو حبيبة - إنجي المقدم: زيزي زوجة د. هشام - سلمى أبو ضيف: توفي بنت سامي - مها أبو عوف: بيلا زوجة سامي - سارة عبد الرحمن: سارة صديقة شهيرة - عمرو عابد: محمود - تميم عبده: رمزي الناشر - سناء شافع: سالم الزيات - محمد حاتم: مجدي الحكيم الضابط |

اشترك في التمثيل: -أحمد الرافعي: د. نجيب -بسمة شوقي -أحمد حسنين -أحمد رضوان -أحمد شاهين -أحمد عرفان -أحمد نديم -أسماء جلال -أشرف فؤاد -محمد أبو يوسف -سمير عبد الرحيم -إيميل وديع -إيلاف حسام -جابي الشقال -جمال عزام -دنيا يوسف -رشا سامي -صلاح المصري -عبد الرؤوف الجندي -عصام عمر -علاء عرفة -علي كرم -كنزي عبد العزيز -لوجينا -محمد العتابي -محمد عبد الخالق -محمد مبروك -محمود أبو ليلة -محمود عامر (بازوكا) -مصطفى عصام -ملك ياسر -ميشيل مساك -ندى نادر -علي قاسم -رضا أبو زيد -أحمد عيد عيسى -شريف الصعيدي -عمرو جمال -شريف صابر -كرم الديب -هدير مصطفى -هيثم فاروق -وليد عبد الغني -يارا الأتربي -ياسر الوكيل -يوسف البستاني -نيرة عارف -نائل الشيف

## هوامش
- المسلسل هو إعادة تقديم لرواية الأديب الراحل إحسان عبد القدوس «لا تطفئ الشمس» في معالجة جديدة.